# Zieria ingramii
Zieria ingramii är en vinruteväxtart som beskrevs av J.A.Armstr.. Zieria ingramii ingår i släktet Zieria och familjen vinruteväxter. Inga underarter finns listade i Catalogue of Life.